# Crest (motorfiets)
Crest is een Brits historisch merk van motorfietsen.
De bedrijfsnaam was: The Crest Motor Co., Blackdown Mills, Leamington Spa.
Crest was een van de vele Britse merken die na de Eerste Wereldoorlog motorfietsen gingen produceren, maar door de grote concurrentie niet lang overleefden. Hoewel er in 1923 en 1924 werd geproduceerd, bestond het merk waarschijnlijk niet langer dan enkele maanden. In die periode leverde men motorfietsen met een 350cc-Barr & Stroud-inbouwmotor of - op bestelling - lichte Villiers-tweetaktmotoren.